# Tamás Kenderesi
Tamás Kenderesi, född 13 december 1996, är en ungersk simmare.

## Karriär
Kenderesi tävlade för Ungern vid olympiska sommarspelen 2016 i Rio de Janeiro, där han tog brons på 200 meter fjärilsim.
Vid Europamästerskapen i simsport 2021 tog Kenderesi brons på 200 meter fjärilsim med tiden 1.54,43. Vid olympiska sommarspelen 2020 i Tokyo slutade Kenderesi på 4:e plats på 200 meter fjärilsim.